# Geophis rhodogaster
Geophis rhodogaster es una especie de serpiente que pertenece a la familia Dipsadidae. Es nativo de México (Chiapas, Yucatán), Guatemala, El Salvador y Honduras. Su rango altitudinal oscila entre 1500 y 2744 m s. n. m.. Es una serpiente terrestre y fosorial cuyo hábitat se compone de bosque de pino-encino y bosque nuboso. También ocurre en jardines, cafetales, y pastizales húmedos.